# Caixa (instrument musical)

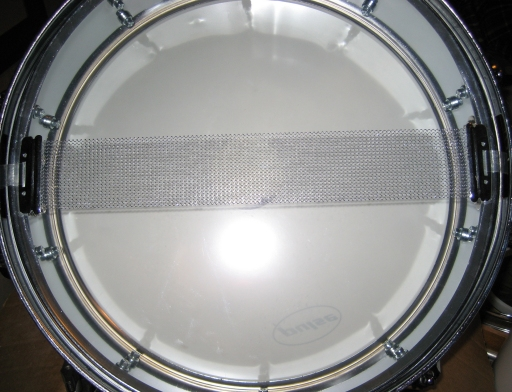
Bordons a la cara inferior de la caixa

La caixa, també anomenada redoblant, caixa clara, tarola o redobelt, és un instrument musical membranòfon derivat del tambor militar.
Ambdues cares del tambor estan tancades amb membranes i la inferior és travessada per una faixa de cordes metàl·liques tibades, anomenades bordons. En copejar sobre la part superior, la vibració d'aquestes cordes produeix un so metàl·lic i estrident, molt diferent del d'un tambor comú. També es pot tocar sense utilitzar els bordons.
Es diferencia del tambor militar en el fet de ser més prima (de 10 a 20 centímetres); el diàmetre sol ser de 14 polzades angleses. El timbre varia segons quin sigui el material de construcció, i el to segons l'amplada i tensió (com més ampla i destensada, més greu sona). Es toca amb baquetes de fusta o amb escombretes metàl·liques.
La caixa s'utilitza com a instrument sol o bé com a part de la bateria.

## La caixa com a instrument d'orquestra
La caixa és un dels instruments de percussió que més apareixen en les obres orquestrals; especialment a mesura que ens apropem a l'època contemporània. Aquestes són algunes de les obres on la caixa té un paper destacat:
- Concert per a Orquestra, de Bela Bartók
- Simfonia número 5, de Carl Nielsen
- Lieutenant Kijé, Suite, de Serguei Prokófiev
- Bolero, de Maurice Ravel
- Schéhérazade, de Nicolas Rimski-Kórsakov
- Obertura de l'òpera La gazza ladra, de Gioacchino Rossini
- Simfonia número 10, de Dmitri Xostakóvitx[6]